# Fußball-Afrikameisterschaft der Frauen 1995
Die Fußball-Afrikameisterschaft der Frauen 1995 (englisch 1995 African Women Championship, französisch Championnat d'Afrique de football féminin 1995) war die zweite, inoffizielle Ausspielung der afrikanischen Kontinentalmeisterschaft im Frauenfußball und wurde vom 5. November 1994 bis zum 18. März 1995 ohne Gastgeberland  im reinen K.-o.-System mit Hin- und Rückspiel ausgetragen.
Titelverteidiger Nigeria wurde durch zwei Finalsiege gegen Südafrika zum zweiten Mal Afrikameister und qualifizierte sich damit für die Fußball-Weltmeisterschaft der Frauen 1995 in Schweden.

## Viertelfinale
|           | Gesamt |              | Hinspiel | Rückspiel |
| --------- | ------ | ------------ | -------- | --------- |
| Nigeria   | 11:00  | Sierra Leone | 9:0      | 2:0       |
| Südafrika | 11:50  | Sambia       | 5:3      | 6:2       |
| Angola    | 1      | Kamerun      |          |           |
| Ghana     | 2      | Guinea       |          |           |

## Halbfinale
|           | Gesamt |         | Hinspiel | Rückspiel |
| --------- | ------ | ------- | -------- | --------- |
| Ghana     | 0:5    | Nigeria | 0:3      | 0:2       |
| Südafrika | 6:4    | Angola  | 3:1      | 3:3       |

## Finale
|         | Gesamt |           | Hinspiel | Rückspiel |
| ------- | ------ | --------- | -------- | --------- |
| Nigeria | 11:20  | Südafrika | 4:1      | 7:1       |